# Rue Capitaine Crespel
Pour les articles homonymes, voir Crespel.
La rue Capitaine Crespel (en néerlandais: Kapitein Crespelstraat) est une rue bruxelloise de la commune d'Ixelles qui porte le nom du capitaine Louis Crespel (1838-1878).
Elle est tracée suivant l'arrêté royal du 31.10.1877 sur les terres des Fortamps, Graux et Van Zeebroeck. Elle est principalement construite de 1878 à 1897 de belles maisons bourgeoises et d'hôtels de maître de style néoclassique ou éclectique. Sur ses deux côtés, la physionomie initiale de l'artère est altérée par des démolitions (du n°28 au n°40) et/ou par des constructions nouvelles banales (du n°5 au n°21). De nombreuses maisons de l'architecte Jules Brunfaut ont disparu.
Au numéros 44 et 46 : Ensemble de deux maisons bourgeoises identiques, suivant un schéma en miroir, de style néo-Renaissance flamande et de composition asymétrique, par et pour l'architecte H. Chameau, 1889. Initialement attribuées par l'ASBL Sint-Lukasarchief à l'architecte Jules Brunfaut .

## Accès
| ___ | Ce site est desservi par la station de métro : Porte de Namur. |